# Станков Анатолій Кирилович
Станков Анатолій Кирилович — український політик.
Чл. СПУ; НБУ, директор навчального центру — радник Голови.

## Біографія
Народився 14 червня 1942 року в селі Князь Волконський, Хабаровського краю, Росія.

## Родина
- Батько - Кирило Михайлович, 1915 - 1992 рр. - голова Бердянської райспоживспілки.
- Мати - Одарка Титівна, 1914 - 2006 рр. - домогосп.
- Дружина - Катерина Костянтинівна, 1941 року -  пенсіонерка.
- Дочка - Ліана, 1967 року -  економіст.

## Освіта
Одеський фін совий кредитний технікум, закінчив у 1959 році -  «Держбюджет СРСР»
Одеський інститутт народного господарства,  роки навчання 1964 - 1968 рр. - економіст, «Фінанси і кредит».

## Кар`єра
- 1959 - 1961 рр. - старший інспектор бюджету, Василівський райфінвідділ Запорізької області.
- 1961 - 1964 рр. - служба в армії.
- 1964 - 1968 рр. - студент, Одеського інституту народного господарства.
- 1968 - 1972 рр. - в установах Держбанку СРСР в Запорізькій області.
- 1972 - 1975 рр. - керівник, Оріхівське відділу Держбанку СРСР, Запорізькій області.
- 1975 - 1977 рр. - заступник голови, Оріхівський райвиконком.
- 1977 - 1981 рр. - завідувач відділу планових та фінансових органів, Запорізького ОК КПУ.
- 1981 - 1989 рр. - інструктор, консультант, завідувач сектору фінансово - банківських органів, ЦК КПУ.
- 1989 - 1993 рр. - 1-й заступник Голови правління Укрдержбанку СРСР, 1-й заступник Голови правління НБУ.
- 1993 - 1998 рр. -  фінансовий директор, СП «Ілта Київ», м. Київ.

## Політична кар`єра
Народний депутат України 3 скликликання березень 1998 року по квітень 2002 року від СПУ-СелПУ, № 28 в списку. Багатомандатний виборчий округ.  Виборчий блок Соціалістичної партії України та Селянської партії України «За правду, за народ, за Україну!». На час виборів -  фінансовий директор СП «Ілта Київ».
Член фракції Соціалістичної партії і СелПУ («Лівий центр») з травня 1998 року, пізніше - фракція СПУ.
Голова підкомітету з питань банківської діяльності Комітету з питань фінансів і банківської діяльності з липня 1998 року.